# 常鎮通海道
常鎮通海道，清朝江苏省设置的道。
1663年设立分守江镇道，驻江宁府，管理江宁府、镇江府，1667年裁撤。1674年，设分守江镇道，驻镇江府。1682年，常州府并入，为分守江常镇道。1724年不辖崇明县。1730年，江宁府属于驿传盐法道，改名常鎮道。1741年，裁撤太通道，通州直隶州来属。1743年，增辖扬州府，改为常鎮扬通道。1748年，为分守常镇道，布政使司参议衔。1761年兼水利衔。1765年扬州府改属淮扬道。1768年，增辖海门直隶厅，改名常鎮通海道。 